# Vlag van Stevensweert

gemeentevlag van Stevensweert
(1976-1991)

De vlag van Stevensweert is op 20 februari 1976 bij raadsbesluit vastgesteld als gemeentelijke vlag van de voormalige gemeente Stevensweert in de Nederlandse provincie Limburg. De vlag is ontworpen door de Stichting voor Banistiek en Heraldiek en kan als volgt worden beschreven:
Volgens de vluchtdiagonaal geschuind van wit en rood met een smalle golvende vluchtbaan van het een in het ander; over alles heen op een derde van de vlaglengte een blauwe zeshoekige schans over de volle hoogte met twee paar schuingekruiste gele korenaren boven elkaar, boven klein, onder groot.
De kleuren van en de stukken op de vlag zijn ontleend aan het gemeentewapen. De schuindeling met golven stond voor de Maas en de Oude Maas. De schans verwees naar de vesting die de Spanjaarden hier in 1633 bouwden.
In 1991 kwam de vlag als gemeentevlag te vervallen, omdat Stevensweert met Ohé en Laak en Linne opging in de gemeente Maasbracht, die heeft bestaan tot 2007. Toen ging Maasbracht samen met Heel en Thorn op in de fusiegemeente Maasgouw. 

## Verwante afbeelding

Wapen van Stevensweert

Ambt Montfort 
· Amby 
· Arcen en Velden 
· Baexem 
· Beegden 
· Belfeld 
· Bemelen 
· Berg en Terblijt 
· Bocholtz 
· Born 
· Broekhuizen 
· Cadier en Keer 
· Echt 
· Eijsden 
· Elsloo 
· Eygelshoven 
· Geleen 
· Grathem 
· Grubbenvorst 
· Haelen 
· Heel 
· Heel en Panheel 
· Heer 
· Helden 
· Herten
· Heythuysen 
· Hoensbroek 
· Horn 
· Horst 
· Hulsberg 
· Hunsel 
· Kessel 
· Klimmen 
· Limbricht 
· Linne 
· Maasbracht 
· Maasbree 
· Margraten 
· Meerlo-Wanssum 
· Meijel 
· Melick en Herkenbosch 
· Montfort 
· Munstergeleen 
· Neer 
· Nieuwenhagen 
· Nieuwstadt 
· Nuth 
· Ohé en Laak 
· Onderbanken 
· Ottersum 
· Posterholt 
· Roggel 
· Roggel en Neer 
· Schaesberg 
· Schinnen 
· Sevenum 
· Sint Odiliënberg 
· Sittard 
· Stevensweert 
· Stramproy 
· Susteren 
· Swalmen 
· Tegelen 
· Thorn 
· Ubach over Worms 
· Ulestraten 
· Urmond 
· Valkenburg-Houthem 
· Vlodrop 
· Wessem 
· Wittem